# باستل (مجله)
باستل (انگلیسی: Bustle) یک مجله زنان آنلاین آمریکایی است که توسط برایان گلدبرگ در سال ۲۰۱۳ راه اندازی شد. این مجله در مورد اخبار و مقالات زیبایی، افراد مشهور و مد لباس است. تا سپتامبر ۲۰۱۶ این وبسایت ۵۰ میلیون خواننده در ماه داشت.